# Qiqihar
Qiqihar, även känt som Tsitsihar, är en stad på prefekturnivå i provinsen Heilongjiang i nordöstra Kina, vid östra stranden av Sungaris biflod Nonni. Stadens sydliga förort Zhalong är känd som "de rödkrönta tranornas stad", vilket har överförts på Qiqihar som har fått smeknamnet "transtaden". Den ligger  omkring 270 kilometer nordväst om provinshuvudstaden Harbin.

## Historia

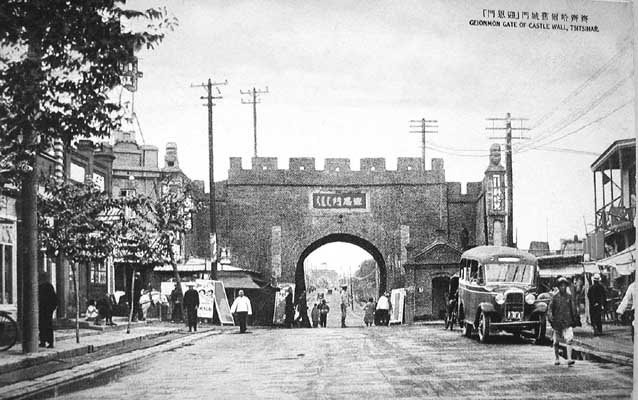
Den gamla stadsporten i Qiqihar under den japanska kolonialtiden. På 1950-talet revs hela stadsmuren av de kommunistiska myndigheterna.

Qiqihars historia går tillbaka till 1700-talet och hette då Cicigar hoton på manchuiska. Qiqihar var säte för den manchuiske militärguvernör som styrde provinsen Heilongjiang. Staden omgavs av en mur och utgjordes ursprungligen mest av lerhus och trånga gator. Förr var Qiqihar förvisningsort för misstänkta politiska personer och medlemmar av hemliga sällskap i Kina.
Ett stort fängelse i Qiqihar var beryktat för sin behandling av de tungusiska rövarband, som vid och efter Östra kinesiska järnvägens byggande 1897–1903 gav Ryska imperiet förevändning att till dess skydd hålla truppstyrkor i norra Manchuriet. 
Mellan åren 1931 och 1945 var staden en del av den japanska lydstaten Manchukuo, där Qiqihar var huvudstad i provinsen Longjiang. Efter det att Manchuriet återlämnats till Kina 1945 blev Qiqihar huvudstad i den nyupprättade provinsen Nunkiang. När Folkrepubliken Kina bildades 1949 blev Qiqihar åter huvudstad i Heilongjiang.
Qiqihar tillhör det som en gång var ett av manchuernas ursprungsområden, men befolkningsmajoriteten består idag av hankineser. I Fuyus härad utanför Qiqihar finns en liten grupp som fortfarande talar det manchuiska språket.
1954 förlorade Qiqihar sin ställning som provinshuvudstad. Staden har på senare år blivit en turistattraktion.

## Administrativ indelning
Qiqihar är indelat i sju stadsdistrikt på häradsnivå, en stad på häradsnivå och åtta härad. Staden var huvudstad i den tidigare provinsen Nenjiang. Befolkningssiffrorna ned härrör från 2010 års folkräkning.
- Stadsdistriktet Longsha (龙沙区), 283 km², 354 987 invånare, centrum, säte för stadsfullmäktige;
- Stadsdistriktet Jianhua (建华区), 81 km², 292 579 invånare;
- Stadsdistriktet Tiefeng (铁峰区), 695 km², 331 951 invånare;
- Stadsdistriktet Ang'angxi (昂昂溪区), 623 km², 80 109 invånare;
- Stadsdistriktet Hulan Ergi (富拉尔基区), 375 km², 256 159 invånare
- Stadsdistriktet Nianzishan (碾子山区/區), 290 km², 72 151 invånare
- Stadsdistriktet Meilisi för daurfolket (梅里斯达斡尔族区), 1 948 km², 165 852 invånare;
- Staden Nehe (讷河市), 6 664 km², 625 892 invånare
- Häradet Longjiang (龙江县), 6 197 km², 572 764 invånare;
- Häradet Yi'an (依安县), 3 780 km², 480 035 invånare;
- Häradet Tailai (泰来县), 4 061 km², 302 027 invånare;
- Häradet Gannan (甘南县), 4 384 km², 368 734 invånare;
- Häradet Fuyu (富裕县), 4 335 km², 276 537 invånare;
- Häradet Keshan (克山县/縣), 3 632 km², 403 175 invånare;
- Häradet Kedong (克东县/克東縣), 2 083 km², 264 285 invånare;
- Häradet Baiquan (拜泉县/縣), 3 569 km², 519 766 invånare.

## Klimat
Genomsnittlig årsnederbörd är 761 millimeter. Den regnigaste månaden är juli, med i genomsnitt 245 mm nederbörd, och den torraste är februari, med 8 mm nederbörd.